# Gare de Shibukawa
La gare de Shibukawa (渋川駅, Shibukawa-eki) est une gare ferroviaire de la ville de Shibukawa, dans la préfecture de Gunma au Japon. La gare est exploitée par la compagnie JR East.

## Situation ferroviaire
La gare est située au point kilométrique (PK) 21,1 de la ligne Jōetsu. Elle marque le début de la ligne Agatsuma.

## Histoire
La gare de Shibukawa a été inaugurée le 1er juillet 1921.

## Service des voyageurs

### Accueil
La gare dispose d'un bâtiment voyageurs, avec guichets, ouvert tous les jours.

### Desserte
- Ligne Jōetsu :
  - voie 1 : direction Minakami
  - voies 2 et 3 : direction Takasaki et Ueno (service Kusatsu/Shima)

- Ligne Agatsuma :
  - voie 1 : direction Ōmae